# パヴィーア・ディ・ウディーネ
パヴィーア・ディ・ウディーネ（伊: Pavia di Udine）は、イタリア共和国フリウリ＝ヴェネツィア・ジュリア州ウーディネ県にある、人口約5,500人の基礎自治体（コムーネ）。

## 地理

### 位置・広がり

#### 隣接コムーネ
隣接するコムーネは以下の通り。
- ビチニッコ
- ブットリオ
- マンツァーノ
- モルテリアーノ
- ポッツオーロ・デル・フリウーリ
- プラダマーノ
- サンタ・マリーア・ラ・ロンガ
- トリヴィニャーノ・ウディネーゼ
- ウーディネ

### 気候分類・地震分類
パヴィーア・ディ・ウディーネにおけるイタリアの気候分類 (it) および度日は、zona E, 2245 GGである。
また、イタリアの地震リスク階級 (it) では、zona 3 (sismicità bassa) に分類される。

## 行政

### 分離集落
パヴィーア・ディ・ウーディネには、以下の分離集落（フラツィオーネ）がある。人口は2001年現在。
- Pavia di Udine (Pavie di Udin) 標高: 67 m 、人口: 911 人
- Selvuzzis (Selvucis) 標高: 61 m 、人口: 33 人
- Moretto (Moret) 標高: 75 m 、人口: 47 人
- Percoto (Percût) 標高: 56 m 、人口: 1,435 人
- Popereacco (Paparià) 標高: 53 m 、人口: 39 人
- Ronchi (Roncs) 標高: 52 m 、人口: 14 人
- Persereano (Pasariàn) 標高: 55 m 、人口: 102 人
- Lauzacco (sede municipale) (Lauçà) 標高: 59 m 、人口: 998 人
- Risano (Risan) 標高: 57 m 、人口: 703 人
- Chiasottis (Cjasotis) 標高: 49 m 、人口: 95 人
- Cortello (Curtiel) 標高: 67 m 、人口: 33 人
- Lumignacco (Lumignà) 標高: 72 m 、人口: 850 人